# Campionats del món de ciclisme en ruta de 2008
Els Campionats del món de ciclisme en ruta de 2008 es disputaren del 23 al 28 de setembre de 2008 a Varese, Itàlia. La competició consistí en una cursa contrarellotge i una en ruta per a homes, dones i homes sub-23.

## Resultats
|                                         | Or                         | Or          | Argent                       | Argent   | Bronze                         | Bronze     |
| Proves masculines professionals         |                            |             |                              |          |                                |            |
| Cursa en línia masculina detalls        | Alessandro Ballan · Itàlia | 6h 37' 30"  | Damiano Cunego · Itàlia      | + 3"     | Matti Breschel · Dinamarca     | + 3"       |
| Contrarellotge masculina detalls        | Bert Grabsch · Alemanya    | 52' 01.60"  | Svein Tuft · Canadà          | + 42.79" | David Zabriskie · Estats Units | + 52.27"   |
| Proves masculines sub-23                |                            |             |                              |          |                                |            |
| Cursa en línia masculina sub-23 detalls | Fabio Duarte · Colòmbia    | 4h 17' 02"  | Simone Ponzi · Itàlia        | m. t.    | John Degenkolb · Alemanya      | m. t.      |
| Contrarellotge masculina sub-23 detalls | Adriano Malori · Itàlia    | 41' 35.98"  | Patrick Gretsch · Alemanya   | + 49.67" | Cameron Meyer · Austràlia      | +1' 04.36" |
| Proves femenines elit                   |                            |             |                              |          |                                |            |
| Cursa en línia femenina detalls         | Nicole Cooke · Regne Unit  | 3h 42' 11"  | Marianne Vos · Països Baixos | m. t.    | Judith Arndt · Alemanya        | m. t.      |
| Contrarellotge femenina detalls         | Amber Neben · Estats Units | 33h 51' 35" | Christiane Soeder · Àustria  | + 7.56"  | Judith Arndt · Alemanya        | + 21.77"   |

## Medaller
| Posició | País          | Or | Plata | Bronze | Total |
| 1       | Itàlia        | 2  | 2     | 0      | 4     |
| 2       | Alemanya      | 1  | 1     | 3      | 5     |
| 3       | Estats Units  | 1  | 0     | 1      | 2     |
| 4       | Colòmbia      | 1  | 0     | 0      | 1     |
| 4       | Regne Unit    | 1  | 0     | 0      | 1     |
| 6       | Àustria       | 0  | 1     | 0      | 1     |
| 6       | Canadà        | 0  | 1     | 0      | 1     |
| 6       | Països Baixos | 0  | 1     | 0      | 1     |
| 9       | Austràlia     | 0  | 0     | 1      | 1     |
| 9       | Dinamarca     | 0  | 0     | 1      | 1     |
| Total   | Total         | 6  | 6     | 6      | 18    |